# Vol 171 d'Air India
El vol 171 d’Air India va patir un dels accidents aeris més greus de la història de l’Índia fins al moment el 12 de juny de 2025. L’avió, un Boeing 787-8 Dreamliner amb 242 persones a bord (230 passatgers i 12 membres de la tripulació), cobria la ruta regular entre Ahmedabad i Londres-Gatwick. Poc després d’enlairar-se de l’aeroport Sardar Vallabhbhai Patel d’Ahmedabad, l’aparell es va estavellar sobre una zona residencial i un edifici de restauració d'estudiants universitaris al barri de Meghani Nagar, causant almenys 274 morts, incloent-hi passatgers, tripulació i diverses víctimes a terra.

## Antecedents
Segons el Ministeri d’Aviació Civil de l’Índia, l’avió va enlairar-se a les 13:39 hora local. Als pocs segons, el pilot va declarar una emergència total després que l’aeronau assolís uns 200 metres d’altitud i comencés a perdre sustentació ràpidament. El contacte amb la torre de control es va perdre immediatament després de la crida d’auxili, i l’avió es va estavellar menys d’un minut després de l’enlairament, a uns dos quilòmetres de la pista. L’impacte va ser devastador, afectant alhora un edifici residencial destinat a personal mèdic i estudiants universitaris, on es van registrar diverses víctimes mortals addicionals.

## Víctimes i rescat
El balanç de víctimes va ser d'almenys 274 morts, amb només un supervivent identificat: un ciutadà britànic d’origen indi, Vishwash Kumar Ramesh, que ocupava el seient 11A al costat esquerre de l’aparell i va poder sortir pel seu propi peu després de l’impacte. Entre les víctimes a terra, es van confirmat almenys 33 morts, incloent estudiants i personal mèdic que es trobaven a l’edifici impactat.

## Investigació de les causes
L’Oficina d’Investigació d’Accidents d’Aeronaus de l’Índia (AAIB) va assumir la investigació, amb la col·laboració d’experts internacionals, incloent-hi la Junta Nacional de Seguretat en el Transport dels Estats Units, atesa la fabricació nord-americana de l’avió. Es va recuperar almenys una de les dues caixes negres, que havien de ser clau per determinar les causes exactes del sinistre. Les primeres hipòtesis van apuntar a una possible fallada tècnica greu, com ara un doble error als motors o una configuració inadequada dels sistemes de sustentació (flaps i slats), ja que l’avió no va aconseguir guanyar suficient altura i no es van observar flames ni fum abans de l’impacte. També es va descartar d'entrada la presència d’ocells com a causa immediata.

## Repercussions
Aquest accident va ser el més greu d’una aerolínia comercial a l’Índia des de 1985 i fins al moment, i el primer incident mortal d’un Boeing 787-8 Dreamliner des de la seva entrada en servei el 2011. La tragèdia va provocar una gran commoció tant a l’Índia com internacionalment, especialment entre la comunitat índia al Regne Unit, i va reobrir el debat sobre la seguretat aèria i la gestió d’emergències en aeroports envoltats de zones densament poblades. Les autoritats han anunciat una revisió exhaustiva dels protocols de seguretat i inspeccions addicionals a la flota de Boeing 787 d’Air India.